# Lengyelország adórendszere
Lengyelország adórendszere központi és regionális adókat foglal magába. 2009-ben az adóbevétel az ország bruttó hazai termékének (GDP) 31,7-%-át tette ki. A legjelentősebb bevételi források a társadalombiztosítási hozzájárulás (az adóbevételek 39%-a), árukat és szolgáltatásokat terhelő adók (36%, ebből az általános forgalmi adó 22%), személyi jövedelemadó (14%), társasági adó (6%), amelyek mind központiak.
A munkaviszonyban állókat progresszív személyi jövedelemadó terheli. 2015-ben az adó mértéke:
| Éves jövedelem    | Adókulcs              |
| ----------------- | --------------------- |
| 0-85 528 PLN      | 18% mínusz 556,02 PLN |
| 85 528 PLN felett | 32%                   |

A társadalombiztosítási hozzájárulást részben a munkavállaló, részben a munkaadó fizeti. 2016-ban adott jövedelemplafon alatt a következő járulékkulcsok voltak hatályban:
| Hozzájárulás típusa                    | Összesen%     | Munkavállaló % | Munkaadó %    |
| -------------------------------------- | ------------- | -------------- | ------------- |
| Nyugdíjalap                            | 19,52%        | 9,76%          | 9,76%         |
| Rokkantsági alap                       | 8,00%         | 1,5%           | 6,5%          |
| Áthidaló nyugdíjalap                   | -             | -              | 0-1,5%        |
| Betegbiztosítás                        | 2,45%         | 2,45%          | -             |
| Baleseti alap                          | 0,67%-3,86%   | -              | 0,67%-3,86%   |
| Munkavállalói garantált jövedelemalap  | 0,10%         | -              | 0,10%         |
| Munkanélküli alap                      | 2,45%         | -              | 2,45%         |
| Összesen (adott jövedelemkorlát alatt) | 19,48%-24,17% | 13,71%         | 19,48%-24,17% |
| Összesen (a jövedelemkorlát felett)    | 5,67%–8,86%   | 2,45%          | 3,22%–6,41%   |

Az általános forgalmi adó általános kulcsa 23%, de élelmiszerek és egyes szolgáltatások vonatkozásában létezik 8%-os illetve 5%-os adókulcs is.  Egyes szolgáltatások adója 0%, illetve adómentesek.

## Fordítás
Ez a szócikk részben vagy egészben  a   Taxation in Poland című angol Wikipédia-szócikk fordításán alapul.  Az eredeti cikk szerkesztőit annak laptörténete sorolja fel. Ez a jelzés csupán a megfogalmazás eredetét és a szerzői jogokat jelzi, nem szolgál a cikkben szereplő információk forrásmegjelöléseként.